# Teodor Koskenniemi
Fredrik Teodor Koskenniemi (Vihti, 5 de novembro de 1887 – Vihti, 15 de março de 1965) foi um atleta finlandês, especialista no cross country, que participou dos Jogos Olímpicos de Verão de 1920 onde obteve uma medalha de ouro na prova por equipes.